# Короткошипые акулы (род)
Короткошипые акулы (лат. Centrophorus, от др.-греч. κέντρον «жало» и φορός «носитель») — один из двух родов акул одноимённого семейства отряда катранообразных. Это глубоководные рыбы, которые встречаются повсеместно в тропических и тёплых умеренных водах. Окрас серый или коричневый. Рацион состоит из рыб, осьминогов, кальмаров и креветок. Они размножаются яйцеживорождением, самка вынашивает эмбрионы, заключённые в яичные капсулы внутри своего тела, пока они не вылупятся. Эмбрионы питаются исключительно желтком. Два спинных плавника оснащены рифлёными шипами. Глаза очень крупные, зелёного цвета. Нижние зубы намного крупнее верхних.  

## Виды
- - Centrophorus acus (Garman, 1906) — Длинная короткошипая акула
  - Centrophorus atromarginatus (Garman, 1913)
  - Centrophorus granulosus (Bloch et J. G. Schneider, 1801) — Бурая короткошипая акула
  - Centrophorus harrissoni (McCulloch, 1915) — Австралийская короткошипая акула
  - Centrophorus isodon (Y. T. Chu, Q. W. Meng et J. X. Liu, 1981)
  - Centrophorus lusitanicus (Bocage et Capello, 1864) — Португальская короткошипая акула
  - Centrophorus moluccensis ( Bleeker, 1860) — Малоплавниковая короткошипая акула
  - Centrophorus niaukang (Teng, 1959)
  - Centrophorus robustus (S. M. Deng, G. Q. Xiong et H. X. Zhan, 1985)
  - Centrophorus seychellorum (Baranes, 2003)
  - Centrophorus squamosus (Bonnaterre, 1788) — Серая короткошипая акула
  - Centrophorus tessellatus (Garman, 1906)
  - Centrophorus westraliensis (W. T. White, Ebert et Compagno, 2008)
  - Centrophorus zeehaani (W. T. White, Ebert et Compagno, 2008)
  - Centrophorus sp. A
  - Centrophorus sp. B